# Golden Hills
Golden Hills est une census-designated place du comté de Kern, dans l'État de Californie, aux États-Unis,. En 2020, elle compte une population de 9 578 habitants.